# Nagtipunan
Nagtipunan (Bayan ng  Nagtipunan),  es un municipio filipino de primera categoría perteneciente a  la provincia de Quirino en la Región Administrativa de Valle del Cagayán, también denominada Región II.

## Geografía
Tiene una extensión superficial de 607.40 km² y según el censo del 2007, contaba con una población de 20.443 habitantes y 3.484 hogares; 22.473 habitantes el día primero de mayo de 2010

### Barangayes
Nagtipunan se divide administrativamente en 16 barangayes o barrios, 15 de  carácter rural y solamente Ponggo de carácter  urbano, cuenta con una población de 3 006 habitantes.
| - Anak - Dipantan - Dissimungal - Guino (Giayan) - Keat - La Conwap (Guingin) - Landingan - Mataddi | - Matmad - Ponggo (Urbano) - San Dionisio II - San Pugo - San Ramos - Sangbay - Wasid - Asaklat |

## Historia
El Municipio de Nagtipunan fue creado el 25 de febrero de 1983 en terrenos segregados de Maddela.

## Política
Su Alcalde (Mayor) es Nieverose Camma Meneses.

## Fiestas locales
- El festival Penenkakasisit se celebra todos los años entre los días 22 y 25 del mes de  febrero.